# Beilngries
Beilngries – miasto w Niemczech, w kraju związkowym Bawaria, w rejencji Górna Bawaria, w regionie Ingolstadt, w powiecie Eichstätt. Leży na terenie Parku Natury Altmühltal, w Jurze Frankońskiej, około 27 km na północny wschód od Eichstätt, nad rzekami Altmühl, Sulz i Kanałem Ren–Men–Dunaj, przy drodze B299.

## Demografia
Dane o ludności z 31 grudnia 2008:
| Opis                                | Ogółem | Ogółem | Kobiety | Kobiety | Mężczyźni | Mężczyźni |
| ----------------------------------- | ------ | ------ | ------- | ------- | --------- | --------- |
| Jednostka                           | osób   | %      | osób    | %       | osób      | %         |
| Populacja                           | 8652   | 100    | 4310    | 49,82   | 4342      | 50,18     |
| Wiek przedprodukcyjny (0–17 lat)    | 1670   | 19,3   | 816     | 9,43    | 854       | 9,87      |
| Wiek produkcyjny (18–65 lat)        | 5454   | 63,04  | 2623    | 30,32   | 2831      | 32,72     |
| Wiek poprodukcyjny (powyżej 65 lat) | 1528   | 17,66  | 871     | 10,07   | 657       | 7,59      |

## Polityka
Burmistrzem miasta jest Brigitte Frauenknecht, rada miasta składa się z osób.
|      | CSU | SPD | BLSL/PB/FWG | BLSL | PB/FWG | Razem |
| 2008 | 10  | 2   | 8           | -    | -      | 20    |
| 2002 | 11  | 2   | -           | 5    | 2      | 20    |

### Współpraca
Miejscowości partnerskie:
- Biberbach, Austria
- Braubach, Nadrenia-Palatynat
- Burgeis, Włochy
- Garda, Włochy
- Grebenzen, Austria
- Hirschberg – dzielnica Warsteinu, Nadrenia Północna-Westfalia
- Mayrhofen, Austria
- Rabac, Chorwacja